# تسگوسه
تسگوسه (به لهستانی:  Cygusy) یک روستا در لهستان است که در گمینا شتوم واقع شده‌است.